# نیمه تاریک ماه (فیلم ۲۰۰۲)
نیمه تاریک ماه (انگلیسی: Dark Side of the Moon) یک فیلم فرانسوی مستند- ساختگی است که توسط ویلیام کارل ساخته شد و برای اولین بار در سال ۲۰۰۲ از شبکه آرته فرانسه با عنوان اصلی عملیات ماه پخش شد. دست‌مایه اصلی فیلم بر اساس این تئوری است که فیلمی که از فرود فضاپیمای آپولو ۱۱بر روی ماه نمایش داده شده است , ساختگی است و توسط سیا و با کمک کارگردان مطرح استنلی کوبریک در استودیو فیلمبرداری و ساخته شده است. این فیلم با حضور شخصیت های مهمی مثل دونالد رامسفلد, هنری کیسینجر, الکساندر هیگ و بیوه کوبریک بینندگان را شگفت زده کرد.